# Paca Baraza
Francisca Baraza Martínez, más conocida como Paca Baraza, (Águilas, 6 de enero de 1954) es una bióloga, ambientalista y funcionaria española, especializada en la defensa de los ecosistemas. En 2024, fue nombrada comisionada para el Ciclo del Agua y Restauración de Ecosistemas del Ministerio para la Transición Ecológica y el Reto Demográfico.

## Trayectoria
Se licenció en Ciencias Biológicas por la Universidad de Murcia y, posteriormente, completó su formación con un máster en Educación Ambiental de la Universidad Nacional de Educación a Distancia (UNED). Entre 1978 y 1987, ejerció como funcionaria del Cuerpo Especial de Profesores de Educación General Básica (EGB) de la Administración General del Estado, desempeñando su labor docente en distintos centros educativos de la Región de Murcia.
Ha trabajado como funcionaria de carrera en la Administración Regional de la Comunidad Autónoma de la Región de Murcia, dentro del Cuerpo Superior Facultativo en la especialidad de Biología. En este ámbito, ha desarrollado tareas relacionadas con la planificación y gestión en áreas como la educación ambiental, la biodiversidad, los espacios naturales protegidos (como la Red Natura 2000 o los humedales de importancia internacional, entre ellos el Mar Menor), así como en planificación y evaluación ambiental.
En el ámbito de la administración pública, Baraza ha ocupado distintos cargos relacionados con la gestión medioambiental. Fue jefa de la Demarcación de Costas en Murcia, dependiente del Ministerio de Medio Ambiente. Entre 2018 y 2023 ejerció como delegada del Gobierno y presidenta de la Mancomunidad de los Canales del Taibilla, organismo adscrito al Ministerio para la Transición Ecológica y el Reto Demográfico (MITECO). Desde 2022 compaginó esta función con la coordinación del Marco de Actuaciones Prioritarias para la Recuperación del Mar Menor (MAPMM), que incluye la Oficina Técnica del Mar Menor en la Región de Murcia.
En enero de 2024 fue nombrada comisionada para el Ciclo del Agua y Restauración de Ecosistemas del MITECO y responsable de la coordinación del MAPMM, del Marco de actuaciones ambientales del Parque nacional y natural de Doñana y del Marco de actuaciones para el desarrollo territorial sostenible del área de influencia del espacio natural Doñana. Asimismo, coordina actuaciones del MITECO en el resto de humedales españoles de referencia como el del Parque nacional de las Tablas de Daimiel o del Parque natural de la Albufera.
En el ámbito político, milita en el Partido Socialista Obrero Español (PSOE), donde ha desempeñado funciones como Secretaria de Agua y de Política municipal en la ejecutiva regional de Murcia, bajo la dirección de Pedro Saura. También formó parte del equipo político paritario que trabajó en la candidatura de Carmen Chacón a la Secretaría General del partido.
Cuenta con presencia en medios de comunicación, donde comparte información y análisis sobre temas relacionados con la conservación y restauración de humedales mediante soluciones basadas en la naturaleza, el análisis científico, el desarrollo de los marcos de actuación del Mar Menor y Doñana y cuestiones vinculadas a la agenda ambiental.

## Reconocimientos
El 11 de junio de 2025, la Organización de las Naciones Unidas reconoció al proyecto liderado por Paca Baraza Marco de Actuaciones Prioritarias del Mar Menor como una de las iniciativas emblemáticas mundiales de restauración de ecosistemas, en el marco del Decenio sobre la Restauración de los Ecosistemas (2021–2030), impulsado por el Programa de las Naciones Unidas para el Medio Ambiente (PNUMA) y la Organización de las Naciones Unidas para la Alimentación y la Agricultura (FAO). La designación se hizo pública durante la Conferencia sobre los Océanos, que tuvo lugar en Niza.
El 12 de junio de 2025, se le otorgó el reconocimiento como Alumni Inspiradora de la Universidad de Murcia dentro de los actos del 50º Aniversario de los Estudios de Biología.

## Obra

### Artículos de revistas
- 1982 – Acercarse al entorno. Cuadernos de pedagogía, 2386-6322, 0210-0630, n.º 86, págs. 27-29.[21]
- 1999 – La Directiva Hábitat. Tipos de hábitats naturales y lugares de importancia comunitaria en Murcia. Con Antonio López Hernández y Emilio Aledo Olivares. Foresta, 1575-2356, n.º 7, págs. 150-153.[22]
- 1999 – Espacios naturales protegidos. Con Antonio López Hernández y Emilio Aledo Olivares. Foresta, 1575-2356, n.º 7, págs. 28-37.[23]
- 2004 – Estrategia para la conservación y el uso sostenible de la diversidad biológica de la Región de Murcia. Cuadernos de Biodiversidad, 1575-5495, 2254-612X, n.º extra 1, págs. 4-11.[24]
- 2019 - Los desplazados climáticos. Fundación Desarrollo Sostenible.[25]
- 2022 – Agua y energía: retos de presente y futuro. VVAA. Retema: Revista técnica de medio ambiente, 1130-9881, Año n.º 35, n.º 242, págs. 10-21.[26]
- 2024 - El Mar Menor y Doñana bañan Bruselas. El correo de Andalucía.[27]

### Obras colectivas
- 1983 – Organización participativa y talleres. Una experiencia de escuela en el entorno. Primeras jornadas sobre educación ambiental: volumen de ponencias y comunicaciones. Sitges. págs. 39-42.[28]
- 1989 – Asociaciones, colectivos e instituciones en el desarrollo de la Educación Ambiental en la región de Murcia. Con Miguel Ángel Esteve Selma. Jornadas de educación ambiental, Vol. 2. págs. 381-384[29]
- 2023 – Programme for the integrated management of the Mar Menor coastline and its area of interest. Feasibiliy study. Directora Francisca Baraza.[30]
- 2010 – Estrategias de gestión en la Laguna del Mar Menor: Hacia un mejor conocimiento y un compromiso de acción. VVAA. Litoral, ordenación y modelos de futuro: IV Congreso de Ingeniería Civil, Territorio y Medio Ambiente, págs. 107-108.[31]
- 2015 – Praderas de angiospermas marinas de Murcia. VVAA. Dentro de la obra "Atlas de las praderas marinas de España", págs. 268-312.[32]
- 2018 – La planificación como eje central de la gestión en el parque regional de Sierra Espuña. Con Juana Guirao Sánchez y Antonio López Hernández. Dentro de la obra "Sierra Espuña Naturaleza y cultura" coordinada por Andrés Muñoz Corbalán y Alfonso García Martínez, págs. 510-517.[33]
- 2023 – El binomio agua-energía. La transición energética en el ámbito de la Mancomunidad de los Canales del Taibilla. Con Juan Cascales Salinas. Artículo dentro de la publicación "Mirando a los ríos desde el mar. Viejos y nuevos debates para una transición hídrica justa". págs. 384-390.[34]

### Libros
- 1990 – La Región de Murcia y su naturaleza. Luis Ramírez Díaz (dir.), Francisca Baraza Martínez y otros. Editorial Prensa Ibérica.[35]